# Cochranella balionota
"Cochranella" balionota
Espèce
Synonymes
- Centrolenella balionota  Duellman, 1981
- Centrolene balionotum (Duellman, 1981)

Statut de conservation UICN

 VU B2ab(iii,iv,v) : Vulnérable
"Cochranella" balionota est une espèce d'amphibiens de la famille des Centrolenidae. Depuis la redéfinition du genre Cochranella, il est évident que C. balionota n'appartient pas à ce genre mais aucun autre genre n'a pour l'instant été proposé de manière formelle.

## Répartition
Cette espèce se rencontre :
- en Colombie dans le département de Cauca sur le versant pacifique de la cordillère Occidentale ;
- en Équateur dans les provinces de Carchi et de Pichincha sur le versant pacifique de la cordillère Occidentale.

## Description
Les mâles mesurent de 20,5 à 22,5 mm.

## Publication originale
- Duellman, 1981 : Three new species of centrolenid frogs from the Pacific versant of Ecuador and Colombia. Occasional Papers of the Museum of Natural History, University of Kansas, no 88, p. 1-9 (texte intégral).